# Oxyuranus scutellatus
Il taipan (Oxyuranus scutellatus) (Peters, 1867) o taipan costiero o taipan comune è un serpente velenoso della famiglia Oxyuranus diffuso in Australia settentrionale e orientale e in Papua Nuova Guinea. Sono al momento conosciute due sottospecie.

## Descrizione
Il taipan comune ha un corpo lungo e stretto, ideale per la vita attiva che conduce e per gli attacchi da lontano.
La sua lunghezza può variare: può essere lungo dai 2 ai 4 m.

### Dieta
Questo serpente si nutre principalmente di piccoli mammiferi, come topi, per questo è molto utile agli agricoltori.

### Durata della vita
La durata della vita del taipan comune e tra i 7 e i 9 anni.

## Distribuzione e habitat
Il taipan comune si trova nella Nuova Guinea del sud e nell'Australia nordorientale. Gli habitat tipici di questo serpente vanno dalle pianure asciutte ai boschi, ma anche nelle periferie cittadine, infatti gli incidenti purtroppo sono abbastanza frequenti.

## Sottospecie
Al momento sono riconosciute due sottospecie:
- O. scutellatus scutellatus
- O. scutellatus canni

## Veleno
Il veleno dei taipan comune viene iniettato dalle lunghe zanne (12 mm) resistenti. Il veleno iniettato è molto potente (il taipan comune è al terzo posto nelle classifiche per la potenza del veleno, dietro al taipan dell'interno (Oxyuranus microlepidotus), al quale spetta il primo posto, e al serpente bruno orientale (Pseudonaja textilis)) infatti contiene un mix di neurotossine ed enzimi che distruggono i tessuti e paralizzano il sistema nervoso.
Il taipan comune, inoltre, morde ripetutamente il bersaglio, quindi la quantità di veleno iniettata è molto alta.